# 2009年美國網球公開賽
2009年美國網球公開賽（2009 US Open）於2009年8月31日至9月13日假紐約市Flushing Meadows的舉行。前世界第一女球手克莉絲塔絲在本賽事復出。

## 賽事

### 成年組

#### 男子單打
決賽： 胡安·馬丁·德爾波特羅  擊敗  羅傑·費德勒（3-6, 7-65, 4-6, 7-64, 6-2）

#### 女子單打
決賽： 金·克莱斯特尔斯  擊敗 卡露蓮·禾絲妮雅姬（7-5、6-3）

#### 男子雙打
決賽： 盧卡斯·德勞希 /  利安德·帕斯 擊敗  马赫什·布帕蒂 /  马克·诺尔斯（3–6、6–3、6–2）

#### 女子雙打
決賽：莎蓮娜·威廉絲 / 維納斯·威廉絲 擊敗  卡拉·布莱克 /  莉泽尔·许贝尔（6-2, 6-2）

#### 混合雙打
決賽： 卡莉·格利克森 /  特拉維斯·帕羅特 擊敗  卡拉·布莱克 /  利安德·帕斯（6-4、6-2）

### 少年組

#### 少年男子單打
決賽： 貝納德·托米奇 擊敗  Chase Buchanan（6-1、6-3）

#### 少年女子單打
決賽： Heather Watson 擊敗   Yana Buchina（6-4、6-1）

#### 少年男子雙打
決賽： Marton Fucsovics /  謝政鵬 擊敗  Julien Obry /  Adrien Puget  （7–6(5)、5–7、[10–1]）

#### 少年女子雙打
決賽：  Valeria Solovieva /  马林娜·扎涅夫斯卡 擊敗 Elena Bogdan /  諾芭晚·樂吉佤淦 （1–6、6–3 [10–7]）

### 輪椅組

#### 輪椅男子單打
決賽： 國枝慎吾 擊敗  迈克尔·舍费尔斯（6-0、6-0）

#### 輪椅女子單打
決賽： Esther Vergeer 對  Korie Homan（6-0、6-0）

#### 輪椅男子雙打
決賽： 斯特凡纳·乌代 /  Stefan Olsson 擊敗  迈克尔·舍费尔斯 /  Ronald Vink（6-4、4-6、6-4）

#### 輪椅女子雙打
決賽： Korie Homan /  Esther Vergeer 對   Daniela DiToro /  Florence Gravellier（6-2、6-2）

#### 輪椅混合單打
決賽： Peter Norfolk 擊敗  戴维·瓦格纳, 6–3, 3–6, 6–3

#### 輪椅混合雙打
決賽： Nick Taylor /  戴维·瓦格纳 擊敗  Johan Andersson /  Peter Norfolk（6-1、6-7(5)、6-3）

## 種子球手
退賽球手：大衛·納班迪安、多米尼卡·齐布尔科娃及马尔迪·菲什
| 1. 羅傑·費德勒（亞軍） 2. 安迪·穆雷（第四圈） 3. 拉斐爾·拿度（四強） 4. 諾瓦克·喬科維奇（四強） 5. 安迪·罗迪克（第三圈） 6. 胡安·馬丁·德爾波特羅（冠軍） 7. 若-威尔弗里德·特松加（第四圈） 8. 尼古莱·达维登科（第四圈） 9. 吉勒·西蒙（第三圈） 10. 費爾南多·貝爾達斯科（八強） 11. 費爾南多·岡薩雷斯（八強） 12. 羅賓·索德靈（八強） 13. 加埃爾·蒙菲爾斯（第四圈） 14. 托米·罗布雷多（第四圈） 15. 拉德克·斯泰潘內克（第四圈） 16. 馬林·西利奇（八強） 17. 托馬什·貝爾迪赫（第三圈） 18. 大衛·費拿（第二圈） 19. 斯坦尼斯拉斯·瓦夫林卡（第一圈） 20. 托米·哈斯（第三圈） 21. 詹姆斯·布雷克（第三圈） 22. 薩姆·奎里（第三圈） 23. 菲利普·科爾施賴伯（第三圈） 24. 胡安·卡洛斯·费雷罗（第四圈） 25. 马尔迪·菲什（因傷退出） 26. 保羅-亨利·馬蒂厄（第一圈） 27. 伊沃·卡洛維奇（第一圈） 28. 維克托·漢內斯庫（第一圈） 29. 伊戈爾·安德烈耶夫（第一圈） 30. 維克托·特羅伊茨基（第二圈） 31. 莱顿·休伊特（第三圈） 32. 尼古拉斯·阿爾瑪格羅（第三圈） | 1. 迪娜拉·萨芬娜（第三圈） 2. 莎蓮娜·威廉絲（四強） 3. 維納斯·威廉絲（第四圈） 4. 耶莲娜·德门蒂耶娃（第二圈） 5. 耶莱娜·扬科维奇（第二圈） 6. 斯韦特兰娜·库兹涅佐娃（第四圈） 7. 薇拉·兹沃纳列娃（第四圈） 8. 维多利亚·阿扎连卡（第三圈） 9. 卡露蓮·禾絲妮雅姬（亞軍） 10. 弗拉维娅·佩内塔（八強） 11. 安娜·伊萬諾維奇（第一圈） 12. 阿格涅什卡·拉德萬斯卡（第二圈） 13. 娜佳·彼得罗娃（第四圈） 14. 玛丽恩·巴托莉（第二圈） 15. 萨曼莎·斯托瑟（第二圈） 16. 弗吉妮埃·拉辛諾（第一圈） 17. 阿梅莉·毛瑞斯莫（第二圈） 18. 李娜（八強） 19. 帕蒂·施尼德（第二圈） 20. 梅蒂纳·加里奎斯（第二圈） 21. 鄭潔（第三圈） 22. 达妮埃拉·汉图霍娃（第四圈） 23. 萨比娜·利斯基（第二圈） 24. Sorana Cîrstea（第三圈） 25. Kaia Kanepi（第一圈） 26. 弗蘭切斯卡·斯基亞沃內（第四圈） 27. Alisa Kleybanova（第一圈） 28. 西比勒·巴默（第一圈） 29. 玛丽亚·莎拉波娃（第三圈） 30. 阿廖娜·邦达连科（第二圈） 31. 葉連娜·韋斯寧娜（第三圈） 32. 扎维·阿格妮斯（第一圈） |

## 獎金
| 種類         | 金額        |
| ------------ | ----------- |
| 總獎金       | $21,664,000 |
| 男子單打冠軍 | $1,600,000  |
| 男子單打亞軍 | $800,000    |
| 女子單打冠軍 | $1,600,000  |
| 女子單打亞軍 | $800,000    |
| 男子雙打冠軍 | $420,000    |
| 男子雙打亞軍 | $210,000    |
| 女子雙打冠軍 | $420,000    |
| 女子雙打亞軍 | $210,000    |
| 混合雙打冠軍 | $150,000    |
| 混合雙打亞軍 | $70,000     |

## 外部連結
- 官方網站（页面存档备份，存于）

| 前任： 2008年美國網球公開賽   | 美國網球公開賽 | 繼任： 2010年美國網球公開賽 |
| 前任： 2009年溫布頓網球錦標賽 | 網球大滿貫     | 繼任： 2010年澳洲網球公開賽 |